# Hiéroglyphe égyptien G7A
Le faucon dans un bateau, en hiéroglyphes égyptiens, est classifié dans la section G « Oiseaux » de la liste de Gardiner ; il y est noté G7A. 

## Représentation
Il représente un faucon pèlerin (Falco peregrinus) dans un bateau. Il est translittéré ʕnty ou Nmty.

## Utilisation
| G7AA |

| G7AA |

| G7A | t · y |

| G7A | t · y |